# Andri Rúnar Bjarnason
Andri Rúnar Bjarnason (* 12. November 1990 in Bolungarvík) ist ein isländischer Fußballspieler.

## Karriere

### Vereine
In seiner Jugend spielte Andri Rúnar Bjarnason für seinen Heimatverein UMF Bolungarvík, wechselte als 16-Jähriger zum ortsansässigen BÍ/Bolungarvík und spielte für diesen Club mit einer Unterbrechung acht Jahre lang, ab 2008 in der zweiten Liga.
Von 2012 bis 2013 besuchte er das North Carolina Wesleyan College, lief in 15 Partien für die Battling Bishops auf und erzielte 14 Treffer. Andri Rúnar Bjarnason wurde als Rookie des Jahres der USA South Athletic Conference (NCAA Division III) ausgezeichnet.
Anfang 2015 wechselte Andri Rúnar Bjarnason zum Erstligisten Víkingur Reykjavík.
Im Mai 2016 wechselte er zurück in die zweite Liga, zu UMF Grindavík, und half mit, den Verein in die erste Liga zu führen. 2017 wurde er mit 19 Treffern in 22 Spielen Torschützenkönig der ersten isländischen Liga.
Im November 2017 unterschrieb Andri Rúnar Bjarnason beim schwedischen Zweitligisten Helsingborgs IF einen Vertrag. In der Saison 2018 wurde er mit in 28 Spielen erzielten 16 Treffern Torschützenkönig der Superettan und stieg mit HIF in die Allsvenskan auf. Im ersten Halbjahr 2019 erzielte er in 8 Ligaspielen 3 Tore.
Im Juni 2019 wechselte Andri Rúnar Bjarnason für eine Sockelablöse von 2 Millionen Kronen (ca. 190.000 Euro) zum 1. FC Kaiserslautern in die 3. Liga. Er unterschrieb einen Zweijahresvertrag, der eine Verlängerungsoption im Aufstiegsfall beinhaltete. Nach einem Jahr und dem verpassten Aufstieg in die zweite deutsche Bundesliga verließ Bjarnason den FCK und schloss sich im August 2020 Esbjerg fB in der dänischen Superliga an. In Esbjerg unterschrieb Andri Rúnar Bjarnason einen Vertrag bis 2022.
Im Februar 2022 kehrte Bjarnason in seine isländische Heimat zurück und spielte bis zum März 2023 für ÍBV Vestmannaeyja, um sich danach  Valur Reykjavík anzuschließen.

### Nationalmannschaft
Im Januar 2018 wurde Andri Rúnar Bjarnason erstmals in die isländische Fußballnationalmannschaft berufen. Beim 6:0-Sieg Islands gegen Indonesien erzielte er sein erstes Länderspieltor.